# Campos do Jordão Tennis Cup 2001
La Campos do Jordão Tennis Cup, nota come Intelig Tennis Cup 2001 per motivi di sponsorizzazione, è stata un torneo professionistico maschile di tennis facente parte della categoria ATP Challenger Series nell'ambito delle ATP Challenger Series 2001. È stata l'unica edizione del torneo e si è giocato a Campos do Jordão in Brasile dal 2 all'8 luglio 2001 su campi in cemento.

## Vincitori

### Singolare
Ricardo Mello ha battuto in finale  Alexandre Simoni con il punteggio di 7–6(6), 4–6, 7–6(5)

### Doppio
Alejandro Hernández /  André Sá hanno battuto in finale  Ricardo Mello /  Ricardo Schlachter con il punteggio di 6(6)–7, 7–6(5), 7–5